# Nagrada Fra Lucijan Kordić
Nagrada Fra Lucijan Kordić, književna je nagrada koja se od 1993. godine dodjeljuje za djelo koje tematski, na bilo koji način, obrađuje život Hrvata izvan domovine. Nagradu dodjeljuje Društvo hrvatskih književnika, a dodjeljuje se svake četvrte godine.  

## Dobitnici
Izvor:
- 1996.: Julienne Bušić, za Ljubavnici i luđaci.
- 2000.: Nikola Benčić, za Književnost gradišćanskih Hrvata od XVI. stoljeća do 1921.  i Književnost gradišćanskih Hrvata od 1921. do danas.
- 2006.: Drago Šaravanja, za Idemo kući.
- 2010.: Tomislav Žigmanov, za Pred svitom – Saga o svitu koji nestaje.
- 2014.: Malkica Dugeč, za zbirku pjesama Žigice vjere.[3]
- 2018.: Adolf Polegubić, za zbirke pjesama Vršak osmijeha, Snatrenja, Poput Giottova kruga i Ogrlica od kamena.
- 2022.: Josip Novaković, za roman Truplo puno meda.[4]

## Vanjske poveznice
- DHK: Nagrada Fra Lucijan Kordić  Arhivirana inačica izvorne stranice od 4. svibnja 2015. (Wayback Machine)